# Kettering-Preis
Der Kettering-Preis (englisch offiziell Charles F. Kettering Prize) wurde zwischen 1979 und 2005 einmal jährlich für herausragende Beiträge zur Diagnose und Behandlung von Krebs verliehen. Es ist einer von drei Preisen, die von der General Motors Cancer Research Foundation vergeben wurden. Die anderen Preise waren der Charles S. Mott Prize für herausragende Beiträge zur Erforschung der Ursachen und Vorbeugung gegen Krebs sowie der Alfred P. Sloan, Jr. Prize für herausragende Grundlagenforschung im Gebiet der Krebsmedizin. Der Kettering-Preis war mit 250.000 USD dotiert (Stand 2000).
Die Stiftung wurde in den späten 1970er Jahren gegründet, nachdem mehrere Zeitungen in Detroit über eine überdurchschnittlich hohe Zahl an Krebserkrankungen unter den Mitarbeitern von General Motors berichtet hatten.
Der Preis wurde im Gedenken an Charles F. Kettering, Erfinder und langjähriger Präsident des General Motors Institute, verliehen. Im Jahre 2006 wurde die Vergabe der Preise wegen der schlechten Wirtschaftslage von General Motors eingestellt.

## Preisträger
- 1979 Henry S. Kaplan
- 1980 Elwood V. Jensen
- 1981 Edward Donnall Thomas
- 1982 Howard E. Skipper
- 1983 Emil Frei III und Emil J. Freireich
- 1984 Barnett Rosenberg
- 1985 Paul Christian Lauterbur
- 1986 Donald Pinkel
- 1987 Basil Hirschowitz
- 1988 Sam Shapiro und Philip Strax
- 1989 Mortimer M. Elkind
- 1990 Sir David Cox
- 1991 Victor Ling
- 1992 Lawrence H. Einhorn
- 1993 Gianni Bonadonna und Bernard Fisher
- 1994 Laurent Degos und Zhenyi Wang
- 1995 Norbert Brock
- 1996 Malcolm Bagshaw und Patrick Craig Walsh
- 1997 Herman D. Suit
- 1998 H. Rodney Withers für seine Beiträge zur Strahlentherapie, insbesondere die Methode der hyperfraktionierten Bestrahlung [3]
- 1999 Ronald Levy für seine Forschungsarbeit zur Therapie mit monoklonalen Antikörpern [4]
- 2000 Monroe E. Wall und Mansukh C. Wani
- 2001 David E. Kuhl und Michael E. Phelps
- 2002 Brian Druker und Nicholas B. Lydon
- 2003 V. Craig Jordan
- 2004 Robert Langer für die Entwicklung von Techniken der kontrollierten Abgabe von Medikamenten über längere Zeiträume in der Krebsbehandlung. Langer war der erste Ingenieur, der den Kettering-Preis erhielt.[5]
- 2005 Angela Hartley Brodie[6]